# Arroyito de Vicente Illa
Der Arroyito de Vicente Illa ist ein Fluss in Uruguay.
Der Arroyito de Vicente Illa entspringt in der Cuchilla de Haedo. Er verläuft auf dem Gebiet des Departamentos Tacuarembó und mündet schließlich rechtsseitig in den Arroyo Tacuarembó Chico.